# Żydzi mesjanistyczni

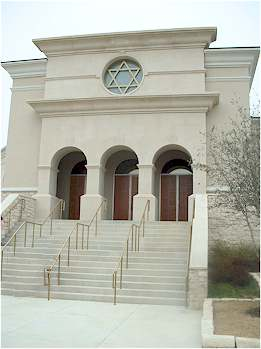
Synagoga Mesjanistyczna w Dallas

Żydzi mesjanistyczni (pełna nazwa: żydzi mesjanistyczni, synowie Nowego Przymierza) (hebr. ‏יהודים משיחיים‎ transkr. jehudim meszichijim; hebr. ‏בני ברית חדשה‎ transkr. b’nej B’rit Hadasza) – współczesny ruch religijny, łączący judaizm i chrześcijaństwo, wiarę, że Jezus jest Mesjaszem – z wiernością wobec podstawowych form judaizmu i żydowskiej tradycji. Jego obecna forma pojawiła się w latach sześćdziesiątych i siedemdziesiątych XX w.. Początkowo, główny nurt ruchu rozwijał się pod wpływem teologii protestanckiej, szybko jednak pojawił się nurt bliski katolickiemu rozumieniu Kościoła – zwłaszcza w jego wersji odnowionej przez Sobór watykański II.
Wyznawcy judaizmu nie uznają żydów mesjanistycznych za żydów, lecz za sektę chrześcijańską, sprzeczną z judaizmem. Również prawo państwa Izrael nie uznaje ich za Żydów.

## Judaizm mesjanistyczny
Religia żydów mesjanistycznych zwana jest przez nich samych judaizmem mesjanistycznym. To określenie jest stosunkowo nowe. Pojawiło się dopiero w 1895 dla określenia niektórych grup judeo-chrześcijańskich. Judaizmem mesjanistycznym nazywanych jest także kilka ruchów w ramach judaizmu rabinicznego, niemających nic wspólnego z chrześcijaństwem, natomiast wyróżniających się rozbudowanymi doktrynami eschatologicznymi. Judaizm mesjanistyczny nawiązuje do starożytnego judeochrześcijaństwa. Nie uważa się za odłam judaizmu rabinicznego, lecz za jedno ze stronnictw dawnego judaizmu świątynnego, obok faryzeuszy (twórców judaizmu rabinicznego), saduceuszy i esseńczyków. Do wyznawców judaizmu nie-rabinicznego (nie-talmudycznego), prócz żydów mesjanistycznych, należą także Falasze (czarnoskórzy żydzi etiopscy), Samarytanie i Karaimi (te trzy ostatnie grupy nie uznają Jezusa za Mesjasza).

## Kwestia przynależności do judaizmu
Kwestia, czy należy określić żydów mesjanistycznych jako chrześcijan lub jako żydów pozostaje sporna.
Podczas gdy żydzi mesjanistyczni uważają siebie za żydów, praktycznie wszyscy wyznawcy judaizmu, wszystkie ugrupowania religijne i narodowe żydowskie uznają ich za chrześcijan. Lawrence Schiffman stwierdził: Chociaż żydowskie chrześcijaństwo twierdzi, iż jest formą judaizmu, to nie jest nią. Jest niczym więcej jak zakamuflowanym dążeniem misjonarskim w celu chrystianizacji żydów. W oszukańczy sposób używa świętych symboli wiary żydowskiej jako przykrywki w celu nawrócenia żydów na chrześcijaństwo – z punktu widzenia judaizmu nieetyczny system wierzeń. Żydowskie chrześcijaństwo nie jest formą judaizmu a jego wyznawcy, nawet jeśli są Żydami z urodzenia, nie mogą być uznani za członków społeczności żydowskiej. Żydowscy chrześcijanie są w ostrym konflikcie z interesami wspólnoty i z przeznaczeniem narodu żydowskiego. Oddzielili się oni nieprzebytą przepaścią przez przyjęcie innej religii. Mimo tego oddzielenia, ciągle próbują nawrócić swoich dawnych współwyznawców.
W grudniu 1989 Sąd Najwyższy Izraela odmówił prawa do powrotu Gary’emu i Shirley Beresford, żydom mesjanistycznym z RPA, uzasadniając: Przez ostatnie dwa tysiące lat historii, lud żydowski decydował, że żydzi mesjanistyczni nie należą do narodu żydowskiego i nie mają prawa domagania się przynależności do niego. (...) Ci, którzy wierzą w Jezusa są faktycznie chrześcijanami.

## Dzieje żydów mesjanistycznych
Pierwsza gmina wyznaniowa (kościół lokalny, synagoga, kahal/kehila) Żydów wyznających chrześcijaństwo powstała w Jerozolimie, w 30 lub 33 roku. Jest to ta sama wspólnota, którą chrześcijanie nazywają pierwotnym Kościołem lub Kościołem jerozolimskim. Jej przywódcą był Jakub Sprawiedliwy, brat (rodzony, przyrodni, lub cioteczny) Jezusa Chrystusa (Jeszuy Ha-Masziaha) ישוע המשיח (aram. ‏Ja’akow Ha-Cadik bar Josef ahi Jeszua‎ יעקב הצדיק בר יוסף אחי ישוע), a po nim jego brat stryjeczny, Szimon ben Klofa. Jej członkowie, zwani w starożytności nazarejczykami, łączyli wiarę w Jeszuę Ha-Masziaha, jako Syna Bożego i zbawiciela, z gorliwym przestrzeganiem Prawa Mojżeszowego i zwyczajów żydowskich.
Prócz ortodoksyjnych nazarejczyków istniały też heterodoksyjne grupy judeochrześcijańskie – ebionici i eklezjaici.
Starożytne gminy nazarejczyków (które z biegiem czasu rozprzestrzeniły się na całą Syropalestynę i diasporę żydowską), poddane krytyce ze strony teologów głównego nurtu chrześcijaństwa (nawiązujących do apostoła Pawła) (m.in. potępienie judeochrześcijaństwa przez I Sobór Nicejski w 325), a także odrzuceniu i potępieniu przez judaizm rabiniczny (wyłączenie nazarejczyków ze wspólnoty narodu przez Wielki Sanhedryn w Jawnem, ok. 90) zaczęły powoli zanikać na przełomie IV i V wieku. Główne nurty judaizmu do dziś nie uznają żydowskiego charakteru żydów mesjanistycznych, uważając ich za odstępców od talmudycznego monoteizmu.
Do XVII wieku żydzi mesjanistyczni nie tworzyli osobnych gmin czy kongregacji lecz ukrywali swoje powołanie i objawienia. Ponowny wzrost ruchu mesjańskiego nastąpił w wieku XVIII zaczynając się wśród chasydów, a później wśród innych nurtów religijnych judaizmu ortodoksyjnego i reformowanego. Jednak członkowie ruchu mesjańskiego w dalszym ciągu pozostawali w swoich macierzystych gminach ukrywając swoje wyznanie. Odrodzenie judaizmu mesjanistycznego nastąpiło w 1866, w Wielkiej Brytanii. Zostało wtedy założone Hebrajsko-Chrześcijańskie Stowarzyszenie Wielkiej Brytanii (skrót: HCUK), z siedzibą w Londynie. W latach 80. XIX wieku za sprawą Josifa Rabinowicza pojawiła się niezależna mesjańska społeczność żydowska pod nazwą „Izraelici Nowego Testamentu” działająca na terenie Besarabii. W pierwszych latach XX wieku ruch ten pojawił się na Ukrainie. W 1915 powstało Amerykańskie Stowarzyszenie Hebrajsko-Chrześcijańskie (HCAA) z siedzibą w Chicago, a w 1925 Międzynarodowe Stowarzyszenie Hebrajsko-Chrześcijańskie (IHCA) z siedzibą w Londynie.
Wbrew powszechnemu mniemaniu żydowski ruch mesjanistyczny pojawił się wcześniej zarówno od ruchu zielonoświątkowego jak i od nowoczesnego ruchu syjonistycznego. Hebrajskie chrześcijaństwo nie miało pierwotnie charakteru eklezjalnego. Członkowie tego ruchu uczestniczyli w życiu kościołów nie-żydowskich, zaznaczając swą żydowskość na spotkaniach stowarzyszeń.
Gwałtowne zmiany rozpoczęły się w 1967, za sprawą młodego pokolenia hebrajskich chrześcijan, którzy uznali większą potrzebę akcentowania swej żydowskiej tożsamości, także w sferze kultu religijnego. Zaczęły powstawać związki wyznaniowe żydów mesjanistycznych, posiadające własny ustrój, teologię i liturgię. W 1975 IHAA przekształciło się w Amerykańskie Stowarzyszenie Żydów Mesjanistycznych (ang. Messianic Jewish Alliance of America; MJAA) z siedzibą w Denver, a w 1986 IHCA przyjęło nazwę Międzynarodowego Stowarzyszenia Mesjanistycznych Kongregacji i Synagog (ang. International Alliance of Messianic Congregations and Synagogues; IAMCS) i ulokowało siedzibę w Sarasocie (Floryda).

## Współczesność
Obecnie liczbę żydów mesjanistycznych na świecie szacuje się na około 1,5 miliona. Żydzi mesjanistyczni skupieni są w autonomicznych wspólnotach lokalnych (gminach wyznaniowych) zwanych kongregacjami (zborami) lub synagogami. Aby taki zbór (hebr. kahal/kehila קהל, קהילה) uznać za ukonstytuowany, musi on – podobnie jak w judaizmie rabinicznym – liczyć co najmniej 10 obrzezanych mężczyzn, w wieku ponad 13 lat (ta grupa niezbędnych mężczyzn zwana jest z hebrajska minjanem מניין). Zbór w Kanadzie w London w prowincji Ontario, którym kieruje Rabin Emet Banak nie posiada przymusu posiadania 10 obrzezanych mężczyzn, podobnie jest ze społecznością Szalacheni z Koszalina. Liderzy kongregacji i synagog noszą tytuły rabinów lub rzadziej pastorów. Wspólnoty lokalne są z reguły zrzeszone w federacjach/konfederacjach krajowych i międzynarodowych. Najstarszą tego typu organizacją jest wspomniana wyżej IAMCS (zał. 1925), która w 1994 obejmowała 13 stowarzyszeń narodowych. Znaną, nie-eklezjalną organizacją mesjanistyczną są Żydzi dla Jeszuy (ang. Jews for Yeshua).

## Teologia
Teologia judaizmu mesjanistycznego kładzie duży nacisk na nieprzemijalność przymierza, jakie Bóg zawarł z narodem wybranym, czyli Izraelem, oraz zachowywanie Prawa Mojżeszowego (hebr. Tora תורה), zreinterpretowanego w duchu Nowego Testamentu (hebr. Ha-B’rit Ha-Hadasza הברית החדשה). Domy modlitwy często przypominają wystrojem tradycyjne bożnice, a nabożeństwa mają cechy nabożeństw judaizmu rabinicznego. Do znanych teologów mesjanistycznych należą dr David H. Stern i dr Daniel Juster.
Judaizm mesjanistyczny zachowuje szabat jako dzień święty. Uważają, że hebrajskie słowo szeol i jego grecki odpowiednik słowo hades oznaczają tyle co „grób” lub „cmentarz”. Słowa te oznaczają stan śmierci, krainę w której panuje śmierć i nie ma życia. Nie wierzą, że terminy te miały by oznaczać miejsce wiecznych mąk.
Żydzi mesjanistyczni zrezygnowali w niektórych wypadkach ze stosowania terminologii chrześcijańskiej wywodzącej się z języka greckiego, a zamiast niej stosują hebrajskie wyrażenia biblijne. Jeden z odłamów, którego przywódcą jest Daniel Juster używa słowa Trójca – ha Szilusz (השילוש), inaczej niż reszta mesjańskich grup nietrynitarnych. Grupy nietrynitarne uważają Jeszuę (Jezusa) za jedynego pośrednika między Bogiem a ludźmi, za arcykapłana – Kohen ha Gadol (הגדול), który łączy ludzi ze Stwórcą poprzez swoją śmierć i zmartwychwstanie. Co do terminów Ojciec – ha Abba (האבא), Syn – ha Ben (הבן), Duch Święty – Ruach ha Kodesz (רוח הקודש), Jezus Chrystus – Jeszua ha Masziah (ישוע המשיח), chrzest – mikweh (מקווה), Maria/Maryja – Miriam (מרים), Paweł – Sza’ul (שאול) zgadzają się wszyscy.
Żydzi mesjanistyczni, w oparciu o Stary Testament (hebr. Tanach תנ"ך), uznają za Żyda tylko taką osobę, której naturalnymi przodkami w linii męskiej byli Żydzi. (Żydzi rabiniczni przyjmują, za Talmudem, że Żydem jest ten, kogo matka jest Żydówką lub ten, kto będąc gojem (nie-Żydem) konwertował na judaizm).
Cechą charakterystyczną wyglądu zewnętrznego żydów mesjanistycznych jest to, że noszą oni szale modlitewne (tałesy – טליתות) z błękitnymi frędzlami (cicit), podczas gdy żydzi rabiniczni mają frędzle białe.

## Żydzi mesjanistyczni w systematyce wyznań chrześcijańskich i odłamów judaizmu
Żydów mesjanistycznych można traktować jako jednostkę systematyczną zarówno chrześcijaństwa, jak i judaizmu (lub mozaizmu).

### Chrześcijaństwo
Jeśli przyjmie się, że żydzi mesjanistyczni są wyznaniem nowym, tzn. pochodzącym z XIX lub XX wieku – wtedy należy ich zaliczyć do chrześcijaństwa zachodniego i do protestantyzmu. Obecnie większość gmin wyznaniowych posiada charakter pentekostalny i w związku z tym stanowi część ruchu zielonoświątkowego.
W przypadku przyjęcia ciągłości między żydami mesjanistycznymi a starożytnymi nazarejczykami – żydzi mesjanistyczni stanowią jeden z dwóch podstawowych konarów drzewa genealogicznego chrześcijaństwa. Konary te to judeochrześcijaństwo i poganochrześcijaństwo. W tym modelu judeochrześcijanie dzieliliby się na nazarejczyków (żydów mesjanistycznych), ebionitów i eklezjaitów, a poganochrześcijanie (w pierwszym rzędzie) na kościoły przed- i pochalcedońskie.

### Judaizm (lubmozaizm)
Judaizm rabiniczny (talmudyczny) nie uznaje żydów mesjanistycznych za część judaizmu. Niemniej jednak żydzi mesjanistyczni nie przywiązują wagi do tego poglądu, gdyż uważają się – przez pośrednictwo nazarejczyków – za odłam judaizmu świątynnego na równi z judaizmem rabinicznym. W tym przypadku drzewo genealogiczne judaizmu posiada korzeń w postaci judaizmu świątynnego oraz dwa konary: judaizm mesjanistyczny i judaizm rabiniczny.
W tej systematyce można się cofnąć do czasów wcześniejszych. Biorąc za punkt wyjścia mozaizm powygnaniowy i traktując go jako korzeń, należy ten korzeń około V wieku p.n.e. rozdzielić na trzy konary: judaizm ezdraszowy (świątynny), samarytanizm i falaszyzm. Z kolei judaizm świątynny podzielił się na kilka nurtów: saduceizm, faryzeizm, essenizm, zelotyzm i nazareizm. Po zburzeniu Świątyni w 70 roku przetrwał tylko faryzeizm pod postacią judaizmu rabinicznego oraz nazareizm, z którego rozwinęły się nurty judeochrześcijańskie.

## Instytucje edukacyjne
- Jewish University of Colorado[12][13]